# Suprafață de revoluție minimală

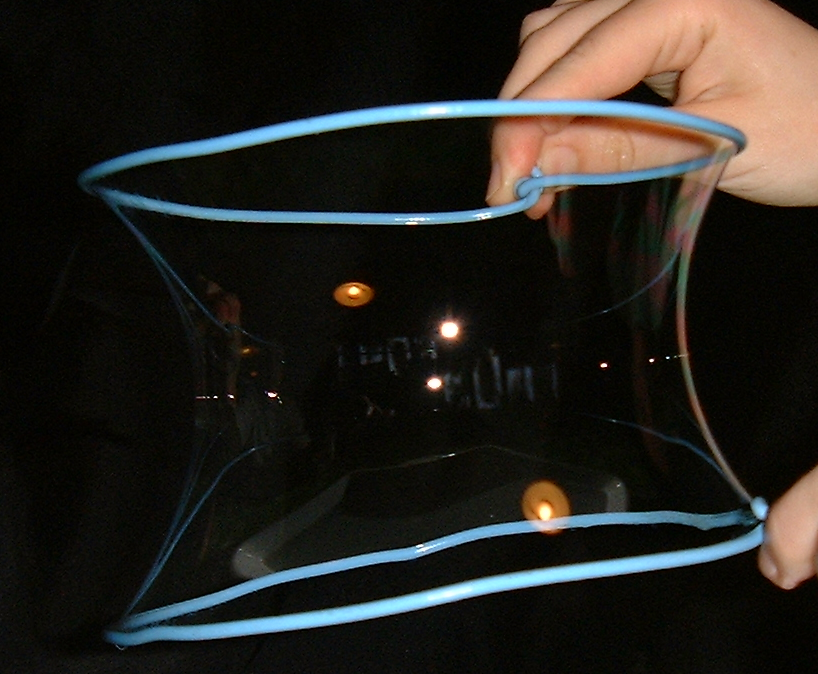
Întinderea unei pelicule de săpun între două inele de sârmă paralele generează o suprafață de revoluție catenoidală minimă

În matematică o suprafață de revoluție minimală este o suprafață de revoluție definită din două puncte dintr-un semiplan a cărui limită este axa de revoluție⁠(d) a suprafeței. Este generată de o curbă care se află în semiplan și leagă cele două puncte; dintre toate suprafețele care pot fi generate în acest fel, este cea care minimizează aria suprafeței⁠(d). O problemă de bază în calculul variațional este găsirea curbei dintre două puncte care produce această suprafață de revoluție minimală.

## Relația cu suprafețele minimale
O suprafață minimală de revoluție este un subtip de suprafață minimală⁠(d). O suprafață minimală este definită nu ca o suprafață cu o arie minimă, ci ca o suprafață cu o curbură medie⁠(d) nulă. Deoarece o curbură medie nulă este o condiție necesară⁠(d) a unei suprafețe cu arie minimă, toate suprafețele minimale de revoluție sunt suprafețe minimale, dar nu toate suprafețele minimale sunt suprafețe de revoluție minimale. Întrucât un punct formează un cerc atunci când se rotește în jurul unei axe⁠(d), găsirea suprafeței de revoluție minimale este echivalentă cu găsirea suprafeței minimale care trece prin două cadre de sârmă circulare. O realizare fizică a unei suprafețe de revoluție minimale este pelicula de săpun întinsă între două sârme circulare paralele: pelicula de săpun capătă în mod natural forma cu cea mai mică suprafață.

## Soluția catenoidei

O catenoidă

Dacă semiplanul care conține cele două puncte și axa de revoluție au coordonate carteziene, transformând axa de revoluție în axa x a sistemului de coordonate, atunci curba care leagă punctele poate fi interpretată ca fiind graficul unei funcții. Dacă coordonatele carteziene ale celor două puncte date sunt {\displaystyle (x_{1},y_{1})}, {\displaystyle (x_{2},y_{2})}, atunci aria suprafeței generată de o funcție derivabilă nenegativă {\displaystyle f} poate fi exprimată prin
{\displaystyle 2\pi \int _{x_{1}}^{x_{2}}f(x){\sqrt {1+f'(x)^{2}}}dx}
iar problema găsirii suprafeței de revoluție minime devine una a găsirii funcției care minimizează această integrală, respectând condițiile la limită {\displaystyle f(x_{1})=y_{1}} și {\displaystyle f(x_{2})=y_{2}}. În acest caz curba optimă va fi neapărat un lănțișor⁠(d). Axa de revoluție este directoarea lănțișorului, iar suprafața de revoluție minimală va fi o catenoidă.

## Soluția lui Goldschmidt
Pot fi definite și soluții bazate pe funcții discontinue. Pentru unele poziții ale celor două puncte, soluția optimă este generată de o funcție discontinuă care este nenulă în cele două puncte și nulă în rest. Această funcție duce la o suprafață de revoluție formată din două discuri, câte unul pentru fiecare punct, conectate printr-un segment degenerat de-a lungul axei de revoluție. Aceasta este cunoscută ca o soluție Goldschmidt după matematicianul german Carl Wolfgang Benjamin Goldschmidt, care și-a anunțat descoperirea în lucrarea sa din 1831 Determinatio superficiei minimae rotatione curvae data duo puncta jungentis circa datum axem ortae (în română Determinarea suprafeței minime de rotație în jurul unei axe date a unei curbe date care unește două puncte).
Pentru a continua analogia fizică cu pelicula de săpun prezentată mai sus, aceste soluții Goldschmidt pot fi vizualizate drept cazuri în care pelicula de săpun se rupe pe măsură ce inelele se îndepărtează unul de altul. Totuși, în realitate segmentul de legătură nu va fi prezent fizic în pelicula de săpun. În plus, dacă o peliculă de săpun este întinsă în acest fel, există o serie de distanțe în care soluția catenoidei este încă fezabilă, dar are o suprafață mai mare decât soluția Goldschmidt, astfel încât pelicula de săpun se poate întinde într-o configurație în care zona este un minim local, dar nu un minim global. Pentru distanțe mai mari decât acest interval, curba lănțișor care definește catenoida traversează axa x și duce la o suprafață care se autointersectează, deci doar soluția Goldschmidt este fezabilă.